# Clara Haqdoshah
Clara Haqdoshah é um filme de drama israelita de 1996 dirigido e escrito por Ari Folman e Ori Sivan. Foi selecionado como representante de Israel à edição do Oscar 1997, organizada pela Academia de Artes e Ciências Cinematográficas.

## Elenco
- Lucy Dubinchik - Clara
- Halil Elohev
- Johnny Peterson